# Al-Wusta
Al Wusta (arabe : الوسطى) est une région, et un gouvernorat (depuis octobre 2011), du centre du Sultanat d'Oman, au nord du Dhofar ou Al Janubiyah : 79 700 km2, 33 000 habitants environ en 2012.

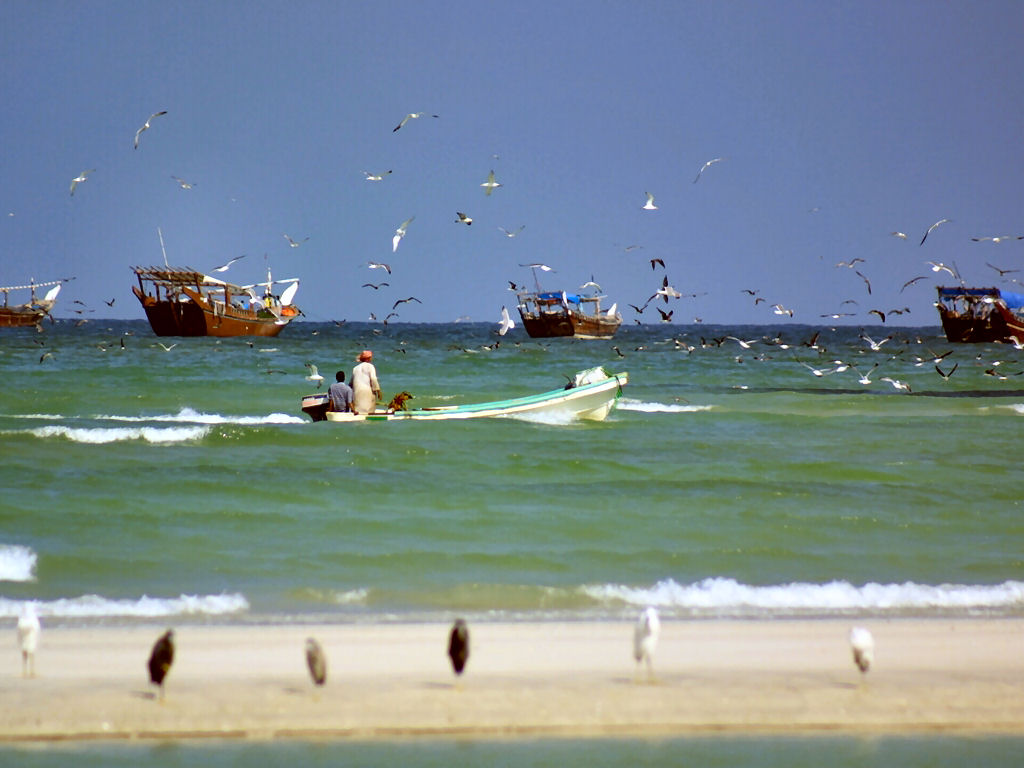
Duqm

Sa capitale est la ville d'Haima, située à l'intérieur, en plein centre de la région.
Parmi les autres localités : Duqm, Suqrah / Sawqirah, Jaaluni, Madrakah…
Les quatre wilayas sont : Haima, Duqm, Mahout, Al Jazer.
Autres centres d'intérêt :
- côte : Khaluf, Wadi Shuram, Ras Sidarah (dunes blanches), Ras Duqm, Ras Marqaz, Ras Madrakah, bia de Sawqrah…
- intérieur : Hayma, Ghaftain Rest House, Jiddat al Harasis (réserve d'oryx d'Arabie)…